# 吳秋吉事件
吳秋吉事件發生在1995年7月16日，中華民國陸軍飛彈部隊義務役士兵吳秋吉因不堪軍中欺凌服毒身亡。是台灣軍中人權事件。

## 事件經過
吳秋吉為嘉義縣東石鄉頂克村人，中華民國陸軍飛彈部隊新兵，1995年7月初被分發到嘉義縣大林鎮崎頂陸軍飛彈部隊服役。1995年7月16日下午六點，吳秋吉在返回部隊途中表示身體不適，回到營區後，軍方先送當時的國軍819醫院（今成大醫院斗六分院），後又轉送國軍台中總醫院、台北三軍總醫院急救。然而吳秋吉仍於1995年8月6日上午八點四十五分不治。
吳秋吉的父親吳岸表示，兒子7月16日下午一點放假返家，晚上六時許，他叫了一輛計程車準備將兒子送回營區，但在途中吳秋吉即身體不適，曾下車嘔吐。
軍方開具死亡證明書認定，吳服農藥自殺。

## 原因與後續
吳家家屬表示，吳秋吉個性內向，雖然曾透露被連上老兵欺侮，但直到臨死前才將霸凌經過告訴家人，並由家人錄音，準備透過民意代表追究軍方失職人員，向軍方討回公道。且吳秋吉7月16日當天上午八點即准假，但到家卻是下午一點，吳曾告知母親，當天放假也被老兵刁難，讓他痛苦萬分。
吳秋吉在錄音帶中說，「連上共有三個老兵欺侮我，當天（7月16日）我要休假，其中一個叫我唱軍歌，距離很近，應該可以聽得到，但是我唱得都沒聲音，他還是不讓我回去」，又說「一星期以前，我就向輔導長反映，如果被逼得太過分，我真的會自殺，我向輔導長說得很明白，除此，我每次站衛兵就被欺侮，王××還叫我罰站，但三個欺侮我的老兵並沒有動手打我，連長、輔導長對我也不錯」。
吳秋吉姊夫李國龍表示，吳秋吉被老兵欺侮，曾向輔導長反映，但連上長官卻未及時處理，任由老兵欺侮新兵，逼得最後服毒身亡，軍方明顯失職。
軍方有意與家屬和解，軍方表示，吳秋吉分發後難以適應軍中生活，由於只有國中畢業，軍中衛兵守則、用槍時機等資料不太會背誦，曾由輔導長個別輔導，但並未吐露被老兵欺侮之事。此外吳秋吉所指之老兵平時曾教吳唱軍歌及適應軍中生活，軍方推斷可能吳秋吉自尊心強，經老兵糾正後一時想不開自殺。
家屬認為軍方過分推卸責任，對死者無法交代，決定透過民意代表追究軍方失職人員，同時追究應負的法律責任。